# Region soudržnosti Moravskoslezsko
Moravskoslezsko (do 14. června 2001 Ostravsko) je region soudržnosti v Česku. Jedná se o statistickou oblast Eurostatu úrovně NUTS 2. Jeho území je tvořeno Moravskoslezským krajem.
Oblast má rozlohu 5 430 km² a na jejím území žije přibližně 1,19 milionu obyvatel.

## Členění regionu
| (CZ-)NUTS 2                                                         | (CZ-)NUTS 2             | NUTS 3               | NUTS 3 | LAU 1               | LAU 1  |
| region soudržnosti                                                  | kód                     | kraj                 | kód    | okres               | kód    |
| ------------------------------------------------------------------- | ----------------------- | -------------------- | ------ | ------------------- | ------ |
| Moravskoslezsko                                                     | CZ08                    | Moravskoslezský kraj | CZ080  | Okres Bruntál       | CZ0801 |
| Moravskoslezsko                                                     | CZ08                    | Moravskoslezský kraj | CZ080  | Okres Frýdek-Místek | CZ0802 |
| Moravskoslezsko                                                     | CZ08                    | Moravskoslezský kraj | CZ080  | Okres Karviná       | CZ0803 |
| Moravskoslezsko                                                     | CZ08                    | Moravskoslezský kraj | CZ080  | Okres Nový Jičín    | CZ0804 |
| Moravskoslezsko                                                     | CZ08                    | Moravskoslezský kraj | CZ080  | Okres Opava         | CZ0805 |
| Moravskoslezsko                                                     | CZ08                    | Moravskoslezský kraj | CZ080  | Okres Ostrava-město | CZ0806 |
| \| Region soudržnosti Moravskoslezsko \| LAU 1 v Moravskoslezsku \| |                         |                      |        |                     |        |
| Region soudržnosti Moravskoslezsko                                  | LAU 1 v Moravskoslezsku |                      |        |                     |        |